# Crossopteryx febrifuga
Crossopteryx febrifuga (Afzel. ex G.Don) Benth., 1849 è una pianta della famiglia delle Rubiacee (sottofamiglia Cinchonoideae), diffusa nell'Africa subsahariana. È l'unica specie del genere Crossopteryx e della tribù Crossopterygeae.

## Descrizione
È un piccolo albero alto da 2 fino a 15 m, con chioma tondeggiante e rami leggermente penduli; con corteccia di colore dal grigio al marrone, finemente reticolata.
Le foglie sono di forma da ellissoidale a obovata, con margine intero ed apice leggermente arrotondato, glabre o finemente pubescenti, con brevi stipole acuminate.
I fiori, di colore dal bianco crema al giallo pallido, sono riuniti in dense infiorescenze racemose, lunghe 6–10 cm.
I frutti sono piccole capsule tondeggianti, lunghe 0,5–1 cm, inizialmente verdi, poi neri a maturazione, che contengono piccoli semi piatti e sottili, lunghi 3–5 mm.

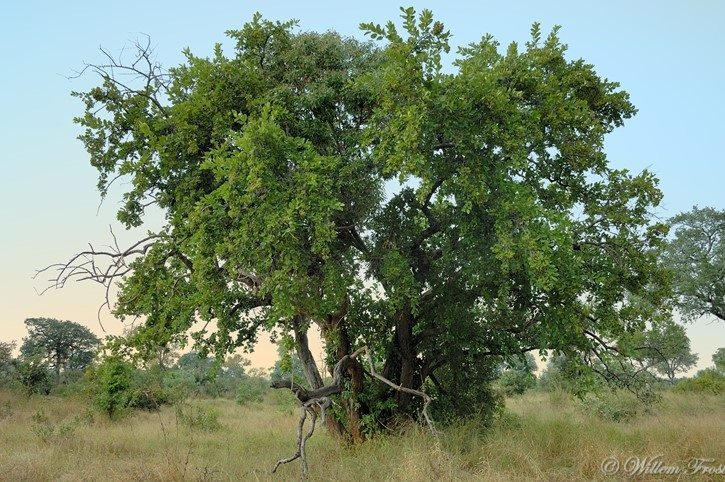
Portamento
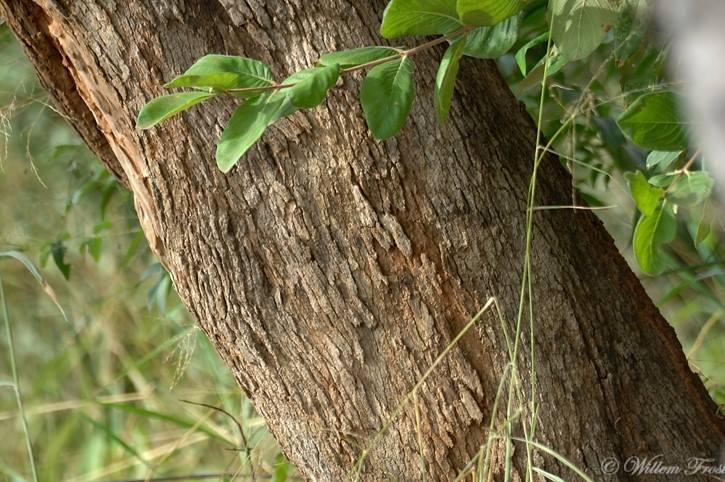
Corteccia
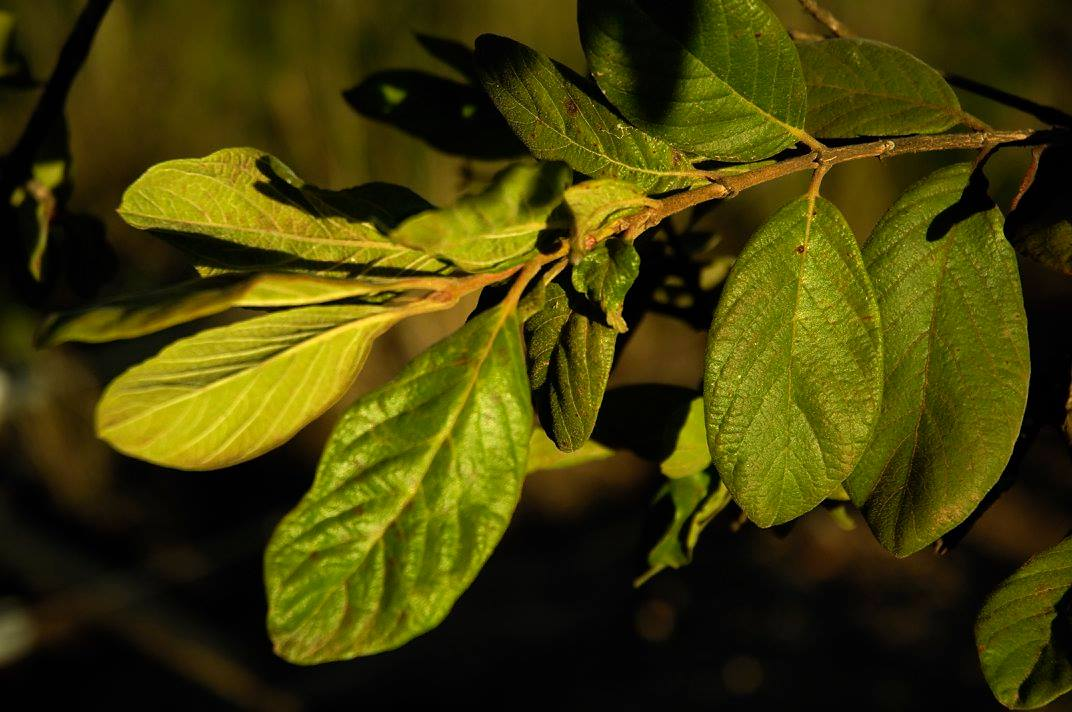
Foglie
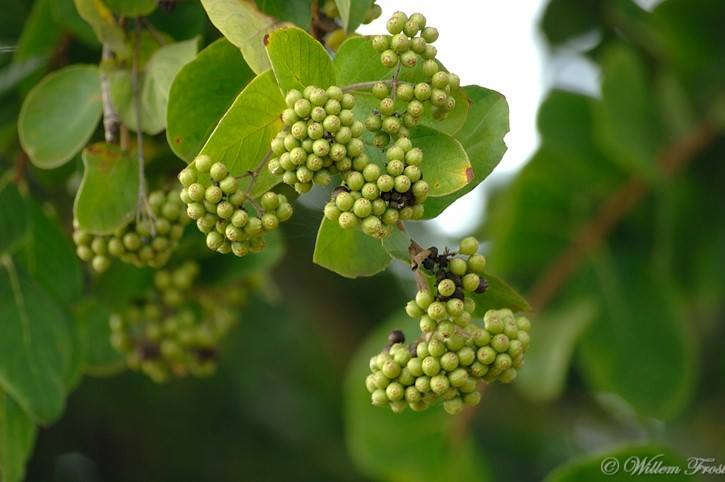
Frutti immaturi

## Distribuzione e habitat
Questa specie è ampiamente diffusa nell'Africa subsahariana, dal Senegal sino all'Etiopia, spingendosi a sud sino al Sudafrica (Transvaal) e alla Namibia settentrionale.
Cresce nella savana alberata e nelle foreste di miombo, da 0 a 1300 m di altitudine.